# Raulhac
Raulhac is een gemeente in het Franse departement Cantal in de regio Auvergne-Rhône-Alpes en telt 348 inwoners (2005). De plaats maakt deel uit van het arrondissement Aurillac.

## Geografie
De oppervlakte van Raulhac bedraagt 17,3 km², de bevolkingsdichtheid is 20,1 inwoners per km².
De onderstaande kaart toont de ligging van Raulhac met de belangrijkste infrastructuur en aangrenzende gemeenten.

## Bezienswaardigheden
- Het kasteel van Cropières
- Het kasteel van Messilhac

## Demografie
Onderstaande figuur toont het verloop van het inwonertal (bron: INSEE-tellingen).

Vanwege een beveiligingsprobleem met de MediaWiki Graph-software is het momenteel niet mogelijk deze grafiek weer te geven. Zodra de software is bijgewerkt zal de grafiek vanzelf weer zichtbaar worden.